# Shaihuludia shurikeni
Shaihuludia shurikeni — викопний вид багатощетинкових кільчастих червів, що існував у кембрійському періоді, 505 млн років тому. Описаний у 2023 році.

## Скам'янілості
Скам'янілий відбиток тварини виявлених у сланцевомому родовищі Спенс, що належать до геологічної формації Лангстон на півночі штату Юта.

## Назва
Рід Shaihuludia названий на честь піщаного черв'яка Шай-Хулуда з романів Френка Герберта «Дюна». Видову назву shurikeni дано на честь японських метальних зірок сюрикенів за наявність зіркоподібних гострих щетинок на тілі.

## Опис
Хробак мав відносно плоске та широке тіло. Він сягав 7-8 сантиметрів у довжину. Вирізнявся гострими щетинками, зрослими біля основи у вигляді зірок.